# Nati il 14 febbraio

## XIV secolo(1)
- 1313 - Thomas de Beauchamp, XI conte di Warwick, conte († 1369)

## XV secolo(6)
- 1404 - Leon Battista Alberti, architetto, scrittore e matematico italiano († 1472)
- 1408 - John FitzAlan, XIV conte di Arundel, militare britannico († 1435)
- 1448 - Nannina de' Medici, nobildonna italiana († 1493)
- 1452 - Pandolfo Petrucci, politico italiano († 1512)
- 1468 - Johann Werner, cartografo, matematico e religioso tedesco († 1522)
- 1483 - Babur, sovrano mongolo († 1530)

## XVI secolo(8)
- 1513 - Domenico Ferrabosco, compositore e cantore italiano († 1574)
- 1515 - Federico III del Palatinato, sovrano tedesco († 1576)
- 1545 - Lucrezia di Cosimo I de' Medici, nobildonna italiana († 1561)
- 1565 - Alonso de Idiáquez de Butrón y Múgica, militare e nobile spagnolo († 1618)
- 1568 - Cavalier d'Arpino, pittore italiano († 1640)
- 1574 - Antonio Fermo, presbitero italiano († 1636)
- 1574 - Caterina Gonzaga, nobile italiana († 1615)
- 1575 - Giovanni Andrea Donducci, pittore italiano († 1655)

## XVII secolo(17)
- 1602 - Francesco Cavalli, compositore italiano († 1676)
- 1602 - Guglielmo V d'Assia-Kassel, nobile tedesco († 1637)
- 1614 - John Wilkins, scrittore e religioso britannico († 1672)
- 1621 - Lamoral Claudio Francesco di Thurn und Taxis, conte († 1676)
- 1628 - Humprecht Johann Czernin von und zu Chudenitz, nobile e diplomatico boemo († 1682)
- 1635 - René Gaultier de Varennes, militare francese († 1689)
- 1648 - Francesco Ramírez, arcivescovo cattolico spagnolo († 1715)
- 1652 - Camille d'Hostun, generale e nobile francese († 1728)
- 1653 - José Gasch, religioso e arcivescovo cattolico spagnolo († 1729)
- 1655 - Jacques-Nicolas de Colbert, arcivescovo cattolico francese († 1707)
- 1659 - Teodoro Eustachio del Palatinato-Sulzbach, conte († 1732)
- 1664 - Pier-Sante Cicala, pittore italiano († 1727)
- 1664 - Carlo Giuseppe Gonzaga, nobile italiano († 1703)
- 1680 - John Sidney, VI conte di Leicester, nobile inglese († 1737)
- 1690 - Jakob Ernst von Liechtenstein-Kastelkorn, arcivescovo cattolico austriaco († 1747)
- 1692 - Pierre-Claude Nivelle de La Chaussée, drammaturgo francese († 1754)
- 1696 - Paul Landois, drammaturgo, enciclopedista e pittore francese

## XVIII secolo(38)
- 1701 - Enrique Flórez, presbitero, storico e numismatico spagnolo († 1773)
- 1704 - Ivan Ivanovič Beckoj, educatore russo († 1795)
- 1707 - Claude-Prosper Jolyot de Crébillon, scrittore francese († 1777)
- 1713 - Vittoria Ligari, pittrice italiana († 1783)
- 1717 - Esther Young, contralto inglese († 1795)
- 1720 - Giuseppe Maria Scarampi, vescovo cattolico italiano († 1801)
- 1725 - Charlotte Fermor, nobildonna inglese († 1813)
- 1734 - Luigi Ercole Timoleone di Cossé-Brissac, militare e nobile francese († 1792)
- 1737 - Jan Hope, banchiere olandese († 1784)
- 1741 - Joseph Marie Servan de Gerbey, generale francese († 1808)
- 1741 - Ernst Wilhelm Stibolt, ingegnere e militare danese († 1796)
- 1745 - Sarah Lennox, nobildonna inglese († 1826)
- 1750 - René Louiche Desfontaines, botanico francese († 1831)
- 1755 - Henry Phipps, I conte di Mulgrave, militare e politico britannico († 1831)
- 1755 - Carlo Luigi di Baden, principe († 1801)
- 1757 - Kazimierz Nestor Sapieha, militare polacco († 1798)
- 1758 - François Lays, baritono e tenore francese († 1831)
- 1761 - Luigi Valentino Brugnatelli, farmacista, chimico e fisico italiano († 1818)
- 1763 - Jean Victor Marie Moreau, generale francese († 1813)
- 1764 - Domenico Vantini, architetto e pittore italiano († 1821)
- 1770 - Giuseppe Borsato, pittore italiano († 1849)
- 1772 - Vincenzo Riolo, pittore italiano († 1837)
- 1773 - Charles Brudenell-Bruce, I marchese di Ailesbury, politico inglese († 1856)
- 1773 - Benjamin Delessert, banchiere e botanico francese († 1847)
- 1776 - Christian Gottfried Daniel Nees von Esenbeck, botanico, entomologo e fisico tedesco († 1858)
- 1777 - Filippo Albacini, scultore italiano († 1858)
- 1778 - Luigi de Cambray Digny, architetto italiano († 1843)
- 1780 - Johann Friedrich Naumann, ornitologo e incisore tedesco († 1857)
- 1781 - Valentín Gómez Farías, politico messicano († 1858)
- 1784 - Heinrich Joseph Baermann, clarinettista tedesco († 1847)
- 1787 - Peter Krukenberg, patologo tedesco († 1865)
- 1790 - David E. Twiggs, generale statunitense († 1862)
- 1791 - Hugues-Fleury Donzel, entomologo francese († 1850)
- 1791 - Minh Mạng, imperatore vietnamita († 1841)
- 1794 - Frank Abney Hastings, ammiraglio inglese († 1828)
- 1796 - Valentín Carderera, pittore e storico dell'arte spagnolo († 1880)
- 1796 - Bernardo Quaranta, archeologo e epigrafista italiano († 1867)
- 1797 - Fabrizio Lazari, politico e militare italiano († 1860)

## XIX secolo(180)
- 1802 - Francesco Ronzani, architetto italiano († 1869)
- 1802 - Józef Bohdan Zaleski, poeta polacco († 1886)
- 1803 - Anastasius Hartmann, vescovo cattolico svizzero († 1866)
- 1803 - William Palmer, teologo e docente britannico († 1885)
- 1806 - Joseph-François Malgaigne, chirurgo francese († 1865)
- 1807 - Max Emanuel Ainmiller, pittore tedesco († 1870)
- 1807 - Ernest Legouvé, drammaturgo francese († 1903)
- 1807 - Giovanni Battista Ruffini, militare e politico italiano († 1891)
- 1813 - Aleksandr Sergeevič Dargomyžskij, compositore russo († 1869)
- 1814 - Charles-Philippe Place, cardinale e arcivescovo cattolico francese († 1893)
- 1816 - Edward MacCabe, cardinale e arcivescovo cattolico irlandese († 1885)
- 1818 - Frederick Douglass, politico, scrittore e editore statunitense († 1895)
- 1818 - Louisa Grace Bartolini, poetessa e scrittrice britannica († 1865)
- 1818 - Jean-Baptiste Alexandre Montaudon, militare e politico francese († 1899)
- 1819 - Christopher Sholes, inventore statunitense († 1890)
- 1822 - Vittoria di Sassonia-Coburgo-Koháry, duchessa († 1857)
- 1823 - Heinrich Rückert, germanista e storico tedesco († 1875)
- 1824 - Winfield Scott Hancock, generale e politico statunitense († 1886)
- 1826 - Giuseppe Briganti Bellini, politico italiano († 1898)
- 1827 - Emilia Toscanelli Peruzzi, patriota italiana († 1900)
- 1827 - Valentín Berrio Ochoa, vescovo cattolico e santo spagnolo († 1861)
- 1828 - Edmond About, scrittore, giornalista e critico d'arte francese († 1885)
- 1828 - Sisino de Pretis Cagnodo, politico austriaco († 1890)
- 1828 - Eugenio Sansoni, politico italiano († 1906)
- 1829 - Maximilian Daublebsky von Sterneck, ammiraglio austriaco († 1897)
- 1829 - Jean Dufresne, scacchista e scrittore tedesco († 1893)
- 1831 - Ferdinand de Schlatter, velista francese († 1907)
- 1832 - William Stimpson, biologo e zoologo statunitense († 1872)
- 1834 - Giuseppe Mannetti, politico italiano († 1901)
- 1835 - Louis Gallet, scrittore francese († 1898)
- 1835 - Piet Paaltjens, predicatore, scrittore e poeta olandese († 1894)
- 1837 - Napoleone Zanetti, patriota italiano († 1893)
- 1838 - Valentine Cameron Prinsep, pittore britannico († 1904)
- 1838 - Charles Temple Dix, pittore statunitense († 1873)
- 1839 - Hermann Hankel, matematico tedesco († 1873)
- 1839 - Oscar Liebreich, farmacologo tedesco († 1908)
- 1839 - Francesco Todaro, anatomista, politico e ittiologo italiano († 1918)
- 1842 - Luciano Bucci, vescovo cattolico e francescano italiano († 1900)
- 1842 - Pasquale Del Giudice, giurista e politico italiano († 1924)
- 1842 - Edoardo Pantano, politico, patriota e scrittore italiano († 1932)
- 1843 - Louis Diémer, pianista e compositore francese († 1919)
- 1843 - Camille Langevin, operaio francese († 1913)
- 1844 - Maria Francesca di Gesù, religiosa e missionaria italiana († 1904)
- 1844 - Robert Themptander, politico svedese († 1897)
- 1845 - Cecil De Vere, scacchista scozzese († 1875)
- 1845 - Friedrich Wilhelm Zahn, patologo tedesco († 1904)
- 1846 - Dalmazio Peano, presbitero italiano († 1932)
- 1847 - Giacomo Bresadola, presbitero e micologo italiano († 1929)
- 1847 - Anna Howard Shaw, medico e attivista britannica († 1919)
- 1848 - Benjamin Baillaud, astronomo francese († 1934)
- 1850 - Valentino Cerruti, matematico, fisico e politico italiano († 1909)
- 1850 - Mortimer Durand, diplomatico e scrittore britannico († 1924)
- 1850 - Kiyoura Keigo, politico giapponese († 1942)
- 1850 - Ciro Punzo, pittore italiano († 1925)
- 1850 - Nikolaj Konstantinovič Romanov, nobile russo († 1918)
- 1851 - Jacobus Johannes Hartman, filologo e poeta olandese († 1924)
- 1853 - Bernardo Valentim Moreira de Sá, violinista, musicologo e direttore d'orchestra portoghese († 1924)
- 1855 - Christian Bohr, fisiologo danese († 1911)
- 1855 - João Franco, politico portoghese († 1929)
- 1855 - Vsevolod Michajlovič Garšin, scrittore russo († 1888)
- 1856 - Frank Harris, scrittore irlandese († 1931)
- 1856 - Jinzō Matsumura, botanico giapponese († 1928)
- 1856 - Friedrich Preisigke, egittologo tedesco († 1924)
- 1857 - Ernesto Pistoia, politico italiano († 1932)
- 1858 - Egidio Conti, glottologo italiano († 1922)
- 1858 - Joseph Thomson, esploratore britannico († 1895)
- 1859 - George Ferris, ingegnere statunitense († 1896)
- 1860 - Alfonsa Clerici, religiosa italiana († 1930)
- 1860 - Léo Gausson, pittore, incisore e scultore francese († 1944)
- 1860 - Waldemar Lindgren, geologo e mineralogista svedese († 1939)
- 1861 - Andrew Cunningham McLaughlin, storico statunitense († 1947)
- 1862 - Okakura Kakuzō, scrittore giapponese († 1913)
- 1862 - Agnes Pockels, chimica tedesca († 1935)
- 1863 - Herby Arthur, calciatore inglese († 1930)
- 1863 - Otto Kern, archeologo, filologo classico e epigrafista tedesco († 1942)
- 1863 - Zenone Lavagna, pittore italiano († 1900)
- 1863 - Ferruccio Quintavalle, storico italiano († 1953)
- 1864 - Lorenzo Borri, medico italiano († 1923)
- 1864 - Mathilde Cohen Tervaert-Israëls, attivista olandese († 1945)
- 1864 - Robert E. Park, sociologo statunitense († 1944)
- 1865 - Henry Kraft, ginnasta e multiplista statunitense († 1935)
- 1866 - Rebecca Talbot Perkins, imprenditrice, filantropa e attivista statunitense († 1956)
- 1866 - William Townley, allenatore di calcio e calciatore inglese († 1950)
- 1867 - Toyoda Sakichi, inventore e imprenditore giapponese († 1930)
- 1868 - Carlo Alberto Garufi, paleografo italiano († 1948)
- 1868 - Hovhannes Kajaznuni, politico armeno († 1938)
- 1868 - Clarice Tartufari, scrittrice italiana († 1933)
- 1869 - Karel de Bazel, architetto, incisore e designer olandese († 1923)
- 1869 - Édouard de Max, attore rumeno († 1924)
- 1869 - Charles Thomson Rees Wilson, fisico britannico († 1959)
- 1870 - Knut Frænkel, ingegnere e esploratore svedese († 1897)
- 1871 - Carlo Formichi, orientalista, indologo e filologo italiano († 1943)
- 1872 - Mario Abbiate, politico, sindacalista e avvocato italiano († 1954)
- 1872 - Otto Ackermann, pittore tedesco († 1953)
- 1873 - Georges Dillon-Kavanagh, schermidore francese († 1944)
- 1873 - Giuseppe Petrelli, arcivescovo cattolico italiano († 1962)
- 1873 - Albert Guillaume, pittore francese († 1942)
- 1874 - Dan Bain, hockeista su ghiaccio canadese († 1962)
- 1874 - Ugo Guarienti, imprenditore, politico e antifascista italiano († 1972)
- 1874 - Lou Handley, pallanuotista e nuotatore italiano († 1956)
- 1874 - Wilhelm Karmann, imprenditore tedesco († 1952)
- 1875 - Giulio Bargellini, pittore italiano († 1936)
- 1875 - Salvatore Citelli, medico e chirurgo italiano († 1947)
- 1875 - Emil Komel, compositore sloveno († 1960)
- 1876 - Albert Bruce Jackson, botanico britannico († 1947)
- 1877 - Edmund Landau, matematico tedesco († 1938)
- 1877 - Nikolaus von Üxküll-Gyllenband, militare tedesco († 1944)
- 1878 - Giuseppe Albanese, politico italiano († 1937)
- 1878 - Kōki Hirota, politico e diplomatico giapponese († 1948)
- 1878 - Hans Ledwinka, ingegnere e imprenditore austriaco († 1967)
- 1878 - Viktor Pavlovič Nogin, rivoluzionario e politico russo († 1924)
- 1878 - Elizabeth Ness MacBean Ross, medico scozzese († 1915)
- 1879 - Laure Albin-Guillot, fotografa francese († 1962)
- 1879 - Emilio Bestetti, editore e pittore italiano († 1954)
- 1879 - Gaetano Catanoso, presbitero e santo italiano († 1963)
- 1879 - Elia Grigis, violinista italiano († 1956)
- 1880 - Maria Labia, soprano italiano († 1953)
- 1880 - Romolo Onor, agronomo italiano († 1918)
- 1880 - Wilhelm Wassmuss, diplomatico e agente segreto tedesco († 1931)
- 1881 - Valentine Grant, attrice statunitense († 1949)
- 1882 - Giovanni Gagliardi, fisarmonicista e compositore italiano († 1964)
- 1883 - Tāj-al-Salṭana, principessa e scrittrice persiana († 1936)
- 1884 - Luca Albino, pittore italiano († 1952)
- 1884 - Cesare Spellanzon, giornalista e storico italiano († 1957)
- 1884 - Manlio Trucco, ceramista e pittore italiano († 1974)
- 1884 - Grace Valentine, attrice statunitense († 1964)
- 1884 - Kostas Varnalis, poeta e scrittore greco († 1974)
- 1884 - Giovanni Zappa, astronomo italiano († 1923)
- 1885 - Zengo Yoshida, ammiraglio giapponese († 1966)
- 1886 - Karl Reinhardt, filologo classico e grecista tedesco († 1958)
- 1886 - Giuseppe Servetto, allenatore di calcio e calciatore italiano († 1965)
- 1886 - Aleksej Uverskij, calciatore russo († 1942)
- 1886 - Theodor Werner, pittore tedesco († 1969)
- 1887 - Axel Rydin, velista svedese († 1971)
- 1887 - Albert Willemetz, librettista e paroliere francese († 1964)
- 1888 - Carlo Albizzati, archeologo e numismatico italiano († 1950)
- 1888 - Sven Ohlsson, calciatore svedese († 1947)
- 1888 - Robert Remak, matematico tedesco († 1942)
- 1889 - Bartolomeo Costantini, pilota automobilistico e aviatore italiano († 1941)
- 1889 - Domenico Tripepi, avvocato e politico italiano († 1962)
- 1890 - Chintamanrao Dhundirao Patwardhan, principe indiano († 1965)
- 1890 - Giovanni Del Curto, politico italiano († 1970)
- 1890 - Nina Hamnett, pittrice britannica († 1956)
- 1891 - Erich Engel, regista tedesco († 1966)
- 1891 - Ottavia Pogliaghi, artista e incisore italiana († 1974)
- 1891 - Guglielmo Scalise, generale, diplomatico e iamatologo italiano († 1975)
- 1892 - Radola Gajda, politico e militare montenegrino († 1948)
- 1892 - Charles Hines, attore e regista cinematografico statunitense († 1936)
- 1892 - Costantino Oggianu, politico italiano († 1964)
- 1892 - Tadeusz Pełczyński, generale polacco († 1985)
- 1892 - Robert Henry Pfeiffer, assiriologo statunitense († 1958)
- 1892 - Gino Sandri, pittore italiano († 1959)
- 1893 - Amedeo Girard, attore italiano († 1972)
- 1893 - Vincenzo Savini, politico italiano († 1967)
- 1894 - Jack Benny, attore, comico e showman statunitense († 1974)
- 1894 - Albert Dejonghe, ciclista su strada belga († 1981)
- 1895 - Pietro Bianchi, sollevatore italiano († 1962)
- 1895 - Antonio Bruna, calciatore italiano († 1976)
- 1895 - Max Horkheimer, filosofo, sociologo e storico della filosofia tedesco († 1973)
- 1895 - Aleksandr Aleksandrovič Mikulin, ingegnere aeronautico sovietico († 1985)
- 1896 - Johnny Duncan, calciatore e allenatore di calcio scozzese († 1966)
- 1896 - Alfred Gause, generale tedesco († 1967)
- 1896 - Eric Gordon, germanista, traduttore e filologo canadese († 1938)
- 1896 - Werner Richard Heymann, compositore tedesco († 1961)
- 1896 - Edward Arthur Milne, astronomo e matematico britannico († 1950)
- 1896 - Andrew Wilson, calciatore e allenatore di calcio britannico († 1973)
- 1898 - Aksel Airo, generale e politico finlandese († 1985)
- 1898 - Angela Bambace, sindacalista italiana († 1975)
- 1898 - Valentino Gola, calciatore italiano († 1952)
- 1898 - George Johnson, doppiatore statunitense († 1961)
- 1898 - Eva Novak, attrice statunitense († 1988)
- 1898 - Bill Tilman, alpinista e esploratore britannico († 1977)
- 1898 - Fritz Zwicky, astronomo svizzero († 1974)
- 1899 - John Alfred Valentine Butler, chimico e fisico inglese († 1977)
- 1899 - Stanisław Cikowski, calciatore polacco († 1959)
- 1899 - Eugen Kling, calciatore tedesco († 1971)
- 1899 - Lovro von Matačić, direttore d'orchestra e compositore croato († 1985)
- 1899 - Ettore Musco, generale italiano († 1990)
- 1899 - Onni Pellinen, lottatore finlandese († 1950)
- 1900 - Mario Venzo, gesuita e pittore italiano († 1989)

## XX secolo(965)
- 1901 - Alexandre Rignault, attore francese († 1985)
- 1901 - Rolf Wanka, attore austriaco († 1982)
- 1902 - Ray Corrigan, attore statunitense († 1976)
- 1902 - Sofia di Lussemburgo, principessa lussemburghese († 1941)
- 1902 - Thelma Ritter, attrice statunitense († 1969)
- 1902 - Fred Scott, attore statunitense († 1991)
- 1902 - Giulio Turchi, politico italiano († 1974)
- 1903 - Ludovico Camangi, ingegnere e politico italiano († 1976)
- 1903 - Stuart Erwin, attore statunitense († 1967)
- 1903 - Bernard Leene, pistard olandese († 1988)
- 1904 - Valentín Campa, politico e attivista messicano († 1999)
- 1904 - Hertta Kuusinen, politica finlandese († 1974)
- 1904 - Alfonso Olaso, calciatore spagnolo († 1936)
- 1904 - Jean Tschumi, architetto svizzero († 1962)
- 1905 - Reda Caire, cantante francese († 1963)
- 1905 - Valentino Degani, allenatore di calcio e calciatore italiano († 1974)
- 1905 - Ercole Foschini, calciatore italiano († 1992)
- 1905 - Frank Hussey, velocista statunitense († 1974)
- 1905 - Paulina Radziulytė, cestista e velocista lituana († 1986)
- 1906 - Stuffy Mueller, hockeista su ghiaccio canadese († 1956)
- 1906 - Bruno Giordano Sanzin, poeta italiano († 1994)
- 1906 - Nazim al-Qudsi, politico siriano († 1998)
- 1906 - Maurice de Gandillac, storico della filosofia francese († 2006)
- 1907 - Sven Andersson, calciatore svedese († 1981)
- 1907 - Florence Rice, attrice statunitense († 1974)
- 1908 - Felipe Garín Ortiz de Taranco, storico dell'arte spagnolo († 2005)
- 1908 - Robert Harbin, illusionista e scrittore britannico († 1978)
- 1908 - Petro Juchymovyč Šelest, politico sovietico († 1996)
- 1908 - Gordon Smith, hockeista su ghiaccio statunitense († 1999)
- 1909 - Aldo Bartocci, ingegnere italiano († 1984)
- 1910 - Libero Checco, calciatore italiano († 1981)
- 1910 - Frances Dade, attrice statunitense († 1968)
- 1910 - Rudolf Kende, compositore ceco († 1958)
- 1910 - Jan Mioduchowski, militare e aviatore polacco († 1961)
- 1910 - Willard Schmidt, cestista statunitense († 1965)
- 1911 - Lois Delander, modella statunitense († 1985)
- 1911 - Willem Johan Kolff, medico olandese († 2009)
- 1911 - Chika Sagawa, poetessa e traduttrice giapponese († 1936)
- 1912 - Luigi Caiazza, politico italiano († 2005)
- 1912 - Tyler McVey, attore statunitense († 2003)
- 1912 - Italo Pizziolo, calciatore italiano († 1974)
- 1912 - Joan Pujol García, agente segreto spagnolo († 1988)
- 1912 - Tibor Sekelj, scrittore, esploratore e esperantista jugoslavo († 1988)
- 1913 - Gianna Boschi, pittrice italiana († 1986)
- 1913 - Roberto De Leonardis, dialoghista e paroliere italiano († 1984)
- 1913 - Jimmy Hoffa, sindacalista statunitense
- 1913 - Tony LeVier, aviatore statunitense († 1998)
- 1914 - Ancillotto Ancillotti, calciatore e allenatore di calcio italiano († 1998)
- 1914 - Bayliss Levrett, pilota automobilistico statunitense († 2002)
- 1914 - Nancy Harkness Love, aviatrice statunitense († 1976)
- 1914 - Jan Melka, calciatore cecoslovacco († 1997)
- 1915 - Vittorio Barone Adesi, politico italiano († 1984)
- 1915 - Vincenzo De Crescenzo, poeta italiano († 1987)
- 1915 - Irving Gordon, compositore statunitense († 1996)
- 1915 - Georg Thomalla, attore e doppiatore tedesco († 1999)
- 1916 - Marcel Bigeard, generale francese († 2010)
- 1916 - Maruchi Fresno, attrice spagnola († 2003)
- 1916 - Yūichi Inoue, pittore giapponese († 1985)
- 1916 - Masaki Kobayashi, regista e sceneggiatore giapponese († 1996)
- 1916 - Edward Platt, attore statunitense († 1974)
- 1916 - Vera Scardino, pittrice italiana († 2006)
- 1917 - Beqir Balluku, generale e politico albanese († 1975)
- 1917 - Andrea Baroni, meteorologo, generale e conduttore televisivo italiano († 2014)
- 1917 - Angelo Cabrini, ammiraglio italiano († 1987)
- 1917 - Herbert A. Hauptman, matematico, chimico e cristallografo statunitense († 2011)
- 1918 - Decimo Martelli, politico italiano († 1993)
- 1919 - Valentino Gerratana, filosofo italiano († 2000)
- 1919 - David Kyle, scrittore statunitense († 2016)
- 1920 - Albert Barillé, produttore televisivo, autore televisivo e sceneggiatore francese († 2009)
- 1920 - Bruno Dante, calciatore italiano († 2002)
- 1920 - Sergio Maggini, ciclista su strada italiano († 2021)
- 1920 - Arduino Roccioletti, politico italiano († 1993)
- 1921 - Walter Brom, calciatore polacco († 1968)
- 1921 - Giorgio Fioravanti, allenatore di calcio e calciatore italiano († 2007)
- 1921 - Kim Chang-hee, sollevatore sudcoreano († 1990)
- 1921 - Giovanni Memmi, politico italiano († 2021)
- 1921 - Raniero Panzieri, sociologo, traduttore e saggista italiano († 1964)
- 1922 - Jerry Fleishman, cestista statunitense († 2007)
- 1922 - Murray the K, conduttore radiofonico e disc jockey statunitense († 1982)
- 1922 - Giuseppe Macchiavelli, politico italiano († 1988)
- 1922 - Elsa Miranda, cantante, compositrice e attrice portoricana († 2007)
- 1922 - Nino Veglia, attore e impresario teatrale italiano († 1982)
- 1923 - Juan Acuña, calciatore spagnolo († 2001)
- 1923 - Andrea Bonomi, calciatore italiano († 2003)
- 1923 - Nino Chiovini, partigiano, scrittore e storico italiano († 1991)
- 1923 - Joy Lofthouse, aviatrice e insegnante britannica († 2017)
- 1923 - Vittorio Parenti, politico e partigiano italiano († 2000)
- 1923 - Bruna Parmesan, costumista italiana († 2020)
- 1923 - Miljenko Smoje, scrittore, giornalista e sceneggiatore croato († 1995)
- 1924 - Pasquale Bandiera, politico e giornalista italiano († 2002)
- 1924 - Antonio Brizioli, politico italiano († 2011)
- 1924 - Juan Ponce Enrile, politico filippino
- 1924 - Hugh Howie, calciatore scozzese († 1958)
- 1924 - Patricia Mountbatten, II contessa Mountbatten di Birmania, nobile britannica († 2017)
- 1924 - Peg Murray, attrice e cantante statunitense († 2020)
- 1924 - Jindřich Roudný, siepista cecoslovacco († 2015)
- 1925 - José Caeiro, calciatore e allenatore di calcio spagnolo († 1981)
- 1925 - Luciano Casadei, calciatore italiano
- 1925 - Brenno Milani, calciatore italiano († 2004)
- 1925 - Helmut H. Schaefer, matematico tedesco († 2005)
- 1925 - Nina Pimenova, cestista sovietica
- 1926 - Ercole Castaldo, calciatore, allenatore di calcio e dirigente sportivo italiano († 2006)
- 1926 - Şinasi Ertan, cestista turco († 2017)
- 1926 - Anselmo Guarraci, politico italiano († 2000)
- 1926 - Robert Guillin, cestista francese († 2013)
- 1926 - Alfred Körner, calciatore austriaco († 2020)
- 1926 - Juan López, velocista uruguaiano († 1978)
- 1926 - Héctor Vilches, calciatore uruguaiano († 1998)
- 1926 - Irvin Yeaworth, regista, sceneggiatore e produttore cinematografico tedesco († 2004)
- 1927 - Lois Maxwell, attrice canadese († 2007)
- 1927 - Newton Mendonça, musicista e compositore brasiliano († 1960)
- 1928 - Giovanni Fabris, calciatore italiano († 2021)
- 1928 - Ferruccio Masini, germanista, critico letterario e traduttore italiano († 1988)
- 1928 - Giōrgos Mpompolas, imprenditore e editore greco († 2023)
- 1928 - Melitón Santos, cestista filippino († 1999)
- 1929 - Anatolij Alekseevič Bobrovskij, regista, attore e sceneggiatore sovietico († 2007)
- 1929 - Hirokazu Kobayashi, artista marziale giapponese († 1998)
- 1929 - Matthew G. Martínez, politico statunitense († 2011)
- 1929 - Allan Miller, attore statunitense
- 1929 - Vic Morrow, attore e regista statunitense († 1982)
- 1929 - Moustache, batterista, attore e imprenditore francese († 1987)
- 1929 - Marcello Pellegrini, ciclista su strada italiano († 2008)
- 1930 - Yoel Kahn, rabbino, mistico e scrittore russo († 2021)
- 1930 - Carl McNulty, cestista e allenatore di pallacanestro statunitense († 2020)
- 1930 - Sérgio Rodrigues, nuotatore e pallanuotista brasiliano († 2014)
- 1930 - Carlos Zara, attore brasiliano († 2002)
- 1931 - Jonathan Adams, attore britannico († 2005)
- 1931 - Valeriu Bularcă, lottatore rumeno († 2017)
- 1931 - Nílton de Sordi, allenatore di calcio e calciatore brasiliano († 2013)
- 1931 - Henry Theophilus Howaniec, vescovo cattolico e missionario statunitense († 2018)
- 1931 - Brian Kelly, attore statunitense († 2005)
- 1931 - André Laurent, ex nuotatore e ex pallanuotista belga
- 1931 - Margarita Lozano, attrice spagnola († 2022)
- 1932 - Harriet Andersson, attrice svedese
- 1932 - Maurice Audin, matematico francese († 1957)
- 1932 - József Csermák, martellista ungherese († 2001)
- 1932 - Giulio Guderzo, storico italiano
- 1932 - Karol Kennedy, pattinatrice artistica su ghiaccio statunitense († 2004)
- 1932 - Alexander Kluge, regista, sceneggiatore e scrittore tedesco
- 1932 - Alberto Winkler, canottiere italiano († 1981)
- 1933 - Madhubala, attrice indiana († 1969)
- 1933 - Jesse Mashburn, ex velocista statunitense
- 1933 - Bertram Turetzky, contrabbassista, compositore e insegnante statunitense
- 1934 - Neil Davis, fotoreporter australiano († 1985)
- 1934 - Florence Henderson, attrice, personaggio televisivo e doppiatrice statunitense († 2016)
- 1934 - Nicolaos Oikonomides, bizantinista greco († 2000)
- 1934 - Ricardo Rosales, politico e guerrigliero guatemalteco († 2020)
- 1934 - Donato Tamburelli, fantino italiano
- 1934 - Herwig Wolfram, storico austriaco
- 1935 - Jorma Aalto, funzionario e politico finlandese († 2019)
- 1935 - Patricia Bredin, attrice e cantante britannica († 2023)
- 1935 - Lorenzo Cappa, calciatore e allenatore di calcio italiano († 2002)
- 1935 - Bohumil Kubát, lottatore cecoslovacco († 2016)
- 1935 - Gianni Meanti, calciatore italiano († 2009)
- 1935 - Grigore Vieru, poeta moldavo († 2009)
- 1935 - Mike Wheeler, velocista britannico († 2020)
- 1935 - David Wilson, diplomatico e sinologo britannico
- 1936 - David Yonggi Cho, pastore protestante sudcoreano († 2021)
- 1936 - Anna German, cantante polacca († 1982)
- 1936 - Henri Maïdou, politico centrafricano
- 1936 - Joan O'Brien, attrice e cantante statunitense († 2025)
- 1936 - Andrew Prine, attore statunitense († 2022)
- 1936 - Guido Scala, fumettista italiano († 2001)
- 1937 - Carlos Campos, calciatore cileno († 2020)
- 1937 - Nicole Heesters, attrice tedesca
- 1937 - Magic Sam, musicista e cantante statunitense († 1969)
- 1937 - Ion Motroc, allenatore di calcio e ex calciatore rumeno
- 1937 - Ana Radunčeva, archeologa bulgara († 2017)
- 1937 - Vittorio Rizzi, politico italiano († 2022)
- 1937 - Márta Rudas, giavellottista ungherese († 2017)
- 1938 - Sylvester Blye, ex cestista statunitense
- 1938 - Lee Chamberlin, attrice statunitense († 2014)
- 1938 - Antonio Dal Masetto, scrittore italiano († 2015)
- 1938 - Katya Douglas, attrice polacca
- 1938 - Paquito García, calciatore e allenatore di calcio spagnolo († 2024)
- 1938 - Luciano Magistrelli, calciatore e allenatore di calcio italiano († 2011)
- 1938 - Wijnand van de Pol, organista e direttore di coro olandese († 2016)
- 1938 - Eberhard Riedel, ex sciatore alpino e politico tedesco
- 1938 - Guglielmo Rositani, politico italiano
- 1938 - Anita Thallaug, cantante e attrice norvegese († 2023)
- 1939 - Bartolomeo Aloia, progettista italiano
- 1939 - Sergio Bardotti, paroliere e produttore discografico italiano († 2007)
- 1939 - Bertus van Ellinkhuizen, pittore e incisore olandese († 2011)
- 1939 - Eugene Fama, economista statunitense
- 1939 - José Antonio Fernández, ex calciatore peruviano
- 1939 - Michael Rudman, regista teatrale e direttore artistico statunitense († 2023)
- 1939 - Enza Sampò, conduttrice televisiva e giornalista italiana
- 1940 - Nino Delli, cantautore e produttore discografico italiano († 2019)
- 1940 - Primo Luigi Galasi, calciatore e allenatore di calcio italiano († 2019)
- 1940 - Willie Hunter, allenatore di calcio e calciatore scozzese († 2020)
- 1940 - Eva Sørensen, scultrice danese († 2019)
- 1940 - Piera Tizzoni, ex lunghista e velocista italiana
- 1941 - Tony Anatrella, presbitero, psicoterapeuta e scrittore francese
- 1941 - Antonio Ballerio, attore, doppiatore e regista italiano
- 1941 - Giancarlo Binelli, politico italiano
- 1941 - Alwin Bär, pianista olandese († 2000)
- 1941 - Bujor Hălmăgeanu, allenatore di calcio e calciatore rumeno († 2018)
- 1941 - Sylvester Carmel Magro, vescovo cattolico maltese († 2018)
- 1941 - Lars Passgård, attore svedese († 2003)
- 1941 - Donna Shalala, politica statunitense
- 1941 - Pierre Stamos, ex sciatore alpino francese
- 1941 - Paul Tsongas, politico statunitense († 1997)
- 1941 - Earl Young, ex velocista statunitense
- 1942 - Michael Bloomberg, imprenditore, politico e filantropo statunitense
- 1942 - Wali Jones, ex cestista statunitense
- 1942 - Roberto Mazzanti, allenatore di calcio e calciatore italiano († 2007)
- 1942 - Sergio Méndez, calciatore salvadoregno († 1978)
- 1942 - Dieter Pauly, arbitro di calcio tedesco († 2024)
- 1942 - Andrew Robinson, attore statunitense
- 1942 - Ricardo Rodríguez de la Vega, pilota di Formula 1 messicano († 1962)
- 1942 - Roland Giraud, attore francese
- 1943 - Eric Andersen, cantautore statunitense
- 1943 - Justina Bricka, tennista statunitense
- 1943 - Enrico Carnevale Schianca, saggista italiano († 2020)
- 1943 - Marie-France James, scrittrice e docente canadese
- 1943 - Maceo Parker, sassofonista e cantante statunitense
- 1943 - Dave Thomson, ex calciatore scozzese
- 1943 - Mohammed Ziane, avvocato e politico marocchino
- 1944 - Francesco Saverio Acito, politico italiano
- 1944 - Carl Bernstein, giornalista e saggista statunitense
- 1944 - Fabio Cerchiai, dirigente d'azienda e manager italiano
- 1944 - Jacques-Alain Miller, psicoanalista francese
- 1944 - Alan Parker, regista, sceneggiatore e produttore cinematografico britannico († 2020)
- 1944 - Ronnie Peterson, pilota automobilistico svedese († 1978)
- 1944 - Josip Pirmajer, calciatore jugoslavo († 2018)
- 1944 - José Luis Rico, ex calciatore spagnolo
- 1944 - Reginaldo Rossi, cantante e compositore brasiliano († 2013)
- 1944 - Franco Vagneur, ex ciclocrossista italiano
- 1944 - Jimmy Villotti, musicista italiano († 2023)
- 1945 - Fred Carter, ex cestista e allenatore di pallacanestro statunitense
- 1945 - Giovanni Adamo II del Liechtenstein, sovrano liechtensteinese
- 1945 - Ladislao Mazurkiewicz, calciatore uruguaiano († 2013)
- 1945 - Juan Carlos Pérez López, calciatore spagnolo († 2012)
- 1945 - Larry Seiple, ex giocatore di football americano statunitense
- 1945 - Jiří Zedníček, ex cestista cecoslovacco
- 1946 - Gilbert Adler, produttore cinematografico, sceneggiatore e regista statunitense
- 1946 - Tina Aumont, attrice statunitense († 2006)
- 1946 - Jan Decleir, attore belga
- 1946 - Manis Friedman, rabbino, scrittore e educatore ceco
- 1946 - Gregory Hines, ballerino, attore e cantante statunitense († 2003)
- 1946 - Gerard Hylkema, hockeista su prato e calciatore olandese († 2002)
- 1946 - Hanni Ossott, scrittrice, critica letteraria e traduttrice venezuelana († 2002)
- 1946 - Mariela Pérez, modella venezuelana
- 1946 - Derek Possee, ex calciatore inglese
- 1946 - Rodolfo Roberti, regista e sceneggiatore italiano († 2013)
- 1946 - Erik Ruthford Pedersen, allenatore di calcio norvegese
- 1946 - Amadito Valdés, percussionista cubano
- 1946 - Roberto Vieri, ex calciatore italiano
- 1947 - Majgull Axelsson, giornalista e scrittrice svedese
- 1947 - Tim Buckley, cantautore statunitense († 1975)
- 1947 - Francesco Calvanese, politico italiano († 2025)
- 1947 - Judd Gregg, politico e avvocato statunitense
- 1947 - Andy Kinnell, ex calciatore scozzese
- 1947 - Vartan Malakian, coreografo e pittore iracheno
- 1947 - Viktōr Mītropoulos, ex calciatore greco
- 1947 - Marit Nybakk, politica norvegese
- 1947 - Renzo Penna, politico italiano
- 1947 - Heide Rosendahl, ex lunghista, multiplista e velocista tedesca
- 1947 - Stephen A. Schwarzman, imprenditore statunitense
- 1947 - Phạm Tuân, cosmonauta vietnamita
- 1948 - Carlo Cifalà, giocatore di biliardo italiano
- 1948 - Mayra Gómez Kemp, conduttrice televisiva cubana († 2024)
- 1948 - Jim Pritchard, hockeista su ghiaccio canadese († 2014)
- 1948 - Larisa Vinčaitė, ex cestista sovietica
- 1949 - Dirk Baert, ex ciclista su strada e pistard belga
- 1949 - Stanley Greene, fotoreporter statunitense († 2017)
- 1949 - Zbigniew Matwiejew, ex schermidore polacco
- 1949 - Richard Neal, politico statunitense
- 1949 - Bill Smith, ex cestista statunitense
- 1949 - Amos Thomas, cestista statunitense († 2005)
- 1949 - István Vágó, conduttore televisivo, musicista e politico ungherese († 2023)
- 1950 - Daniel Borel, imprenditore svizzero
- 1950 - Alfredo Cazzola, imprenditore italiano
- 1950 - Frank Collison, attore statunitense
- 1950 - Phil Dent, ex tennista australiano
- 1950 - Marzia Ferraioli, politica italiana
- 1950 - Roger Fisher, chitarrista e compositore statunitense
- 1950 - Josipa Lisac, cantante croata
- 1950 - Pino Martini, bassista, compositore e direttore di coro italiano
- 1950 - Rubén Montañez, ex cestista portoricano
- 1951 - Lino Osvaldo Felissari, politico italiano
- 1951 - Kevin Keegan, ex calciatore e allenatore di calcio inglese
- 1951 - Daniel Miller, produttore discografico britannico
- 1951 - Philippe Pozzo di Borgo, nobile, imprenditore e scrittore francese († 2023)
- 1951 - JoJo Starbuck, ex pattinatrice artistica su ghiaccio statunitense
- 1951 - Sylvain Sylvain, chitarrista statunitense († 2021)
- 1951 - György Szalai, ex sollevatore ungherese
- 1951 - Haruki Uemura, ex judoka giapponese
- 1951 - Graham White, ex nuotatore australiano
- 1952 - Hans Backe, ex calciatore e allenatore di calcio svedese
- 1952 - Gwyneth Jones, scrittrice inglese
- 1952 - Anton Lesser, attore britannico
- 1952 - Humberto Minutti, ex calciatore argentino
- 1952 - Christopher W. Monckton, politico, giornalista e imprenditore britannico
- 1952 - Mario Pezzolla, giornalista, conduttore radiofonico e disc jockey italiano
- 1952 - Sushma Swaraj, politica e avvocata indiana († 2019)
- 1953 - Giōrgos Aristeidou, ex calciatore cipriota
- 1953 - Hans Krankl, allenatore di calcio, ex calciatore e cantante austriaco
- 1953 - Manoel da Silva Costa, calciatore brasiliano († 2015)
- 1953 - Maurizio Orlandi, ex calciatore italiano
- 1953 - Martha Raddatz, giornalista statunitense
- 1953 - Sergej Mironov, politico russo
- 1954 - Luigi Bacialli, giornalista italiano
- 1954 - Jim Crews, ex cestista e allenatore di pallacanestro statunitense
- 1954 - Valentin Iuliano, artista e ex politico rumeno
- 1954 - Vincent Lukáč, ex hockeista su ghiaccio cecoslovacco
- 1954 - Claudio Misculin, attore e regista teatrale italiano († 2019)
- 1954 - Richard Scott, X duca di Buccleuch, nobile scozzese
- 1954 - Kōhei Tanaka, compositore giapponese
- 1954 - Sandra Tiezza, ex sciatrice alpina italiana
- 1955 - Salvatore Adduce, politico italiano
- 1955 - Stefano Ceri, informatico italiano
- 1955 - Roberto César Itacaramby, ex calciatore brasiliano
- 1955 - Ronald Desruelles, velocista e lunghista belga († 2015)
- 1955 - James Eckhouse, attore statunitense
- 1955 - Guillermo Francella, attore argentino
- 1955 - Jan Egil Hansen, ex calciatore norvegese
- 1955 - Francesco Manniello, politico e dirigente sportivo italiano
- 1955 - Virginio Merola, politico italiano
- 1955 - Billy Milligan, criminale statunitense († 2014)
- 1955 - Luigi Nocera, politico italiano († 2025)
- 1955 - Ol'ga Sucharnova, ex cestista e allenatrice di pallacanestro sovietica
- 1955 - Mitsuhisa Taguchi, calciatore giapponese († 2019)
- 1956 - John Anderson, ex giocatore di football americano statunitense
- 1956 - Livio Bazzoli, ex arbitro di calcio italiano
- 1956 - Rosa Castillo, ex cestista spagnola
- 1956 - Martin Crimp, drammaturgo e traduttore britannico
- 1956 - Sandro Nicola D'Alessandro, politico e medico italiano
- 1956 - Howard Davis, pugile statunitense († 2015)
- 1956 - Katharina Fritsch, scultrice tedesca
- 1956 - Chiara Grillo, cantautrice italiana
- 1956 - Reinhold Hintermaier, ex calciatore austriaco
- 1956 - Luciano Miani, dirigente sportivo, allenatore di calcio e ex calciatore italiano
- 1956 - Giovanni Nistri, generale italiano
- 1956 - Silvia Rosa-Brusin, giornalista e conduttrice televisiva italiana
- 1957 - Marina Arrate, poetessa cilena
- 1957 - Antonello Casula, fantino italiano
- 1957 - Sandro De Palma, pianista italiano
- 1957 - Huang Ying, ex pallanuotista cinese
- 1957 - Soile Isokoski, soprano finlandese
- 1957 - Reggie King, ex cestista statunitense
- 1957 - Jean-Luc Lagarce, attore, regista e scrittore francese († 1995)
- 1957 - Rolando Navarrete, ex pugile filippino
- 1957 - Merja Rantamäki, cantante finlandese
- 1958 - Jan Enjebo, ex cestista e allenatore di pallacanestro svedese
- 1958 - Smbat Lpowtyan, scacchista armeno
- 1958 - Katia Manzur, cestista peruviana († 2024)
- 1958 - Stefano Masciarelli, comico, attore e doppiatore italiano
- 1958 - Judy Oakes, ex pesista, powerlifter e sollevatrice britannica
- 1958 - Tracy 168, writer statunitense († 2023)
- 1958 - Ingo Voge, bobbista tedesco
- 1959 - Pascale Casanova, scrittrice e critica letteraria francese († 2018)
- 1959 - Gaetano Caso, ex pugile e arbitro di pugilato italiano
- 1959 - Patrick Estève, ex rugbista a 15 e allenatore di rugby a 15 francese
- 1959 - Renée Fleming, soprano statunitense
- 1959 - Matthias Hues, artista marziale e attore tedesco
- 1959 - Russell Osman, ex calciatore e allenatore di calcio inglese
- 1959 - Ladislav Švanda, ex fondista cecoslovacco
- 1960 - Jim Kelly, ex giocatore di football americano statunitense
- 1960 - Mahmud al-Mabhuh, palestinese († 2010)
- 1960 - Nabila Mounib, attivista e politica marocchina
- 1960 - Jocelyn Pook, compositrice, pianista e violista britannica
- 1960 - Lucio Presta, imprenditore, dirigente d'azienda e produttore televisivo italiano
- 1960 - Diego Ribon, attore italiano
- 1960 - Andrea Sassetti, imprenditore italiano
- 1960 - Eric Shea, attore statunitense
- 1960 - Meg Tilly, attrice, ballerina e scrittrice statunitense
- 1961 - Daria Bignardi, giornalista, conduttrice televisiva e scrittrice italiana
- 1961 - Iginia Boccalandro, ex slittinista venezuelana
- 1961 - Rein van den Heuvel, ex calciatore e ex giocatore di calcio a 5 olandese
- 1961 - Valerij Horodov, allenatore di calcio e ex calciatore ucraino
- 1961 - Latifa, cantante tunisina
- 1961 - Antonio Palmieri, politico italiano
- 1961 - Marcela Skuherská, ex tennista cecoslovacca
- 1961 - Brian Slagel, produttore discografico statunitense
- 1962 - Kevyn Aucoin, truccatore e fotografo statunitense († 2002)
- 1962 - Roberto Bosco, allenatore di calcio e ex calciatore italiano
- 1962 - Gennaro Cannavacciuolo, attore, cantante e cabarettista italiano († 2022)
- 1962 - Josef Hader, comico, attore e sceneggiatore austriaco
- 1962 - Michael Higgs, attore britannico
- 1962 - Sakina Jaffrey, attrice statunitense
- 1962 - Luca Leoni Orsenigo, politico italiano
- 1962 - Porsche Lynn, ex attrice pornografica statunitense
- 1962 - Enrico Musso, politico italiano
- 1962 - Cinzia Petrini, showgirl, annunciatrice televisiva e ex modella italiana
- 1962 - Angela Schanelec, regista, sceneggiatrice e montatrice tedesca
- 1962 - Philippe Sella, ex rugbista a 15, imprenditore e allenatore di rugby a 15 francese
- 1962 - Romāns Sidorovs, ex calciatore e allenatore di calcio lettone
- 1962 - Thierry Toutain, ex marciatore francese
- 1963 - Teodor Baconschi, politico e diplomatico rumeno
- 1963 - Enrico Colantoni, attore canadese
- 1963 - Harald Czudaj, ex bobbista tedesco
- 1963 - John R. Dilworth, animatore, produttore televisivo e regista televisivo statunitense
- 1963 - Guildo Horn, cantante, attore e showman tedesco
- 1963 - Giovanna Maldotti, attrice e conduttrice televisiva italiana
- 1963 - Mike Reddick, ex cestista statunitense
- 1963 - Gianrico Ruzza, vescovo cattolico italiano
- 1964 - Gianluca Barilari, allenatore di pallacanestro italiano
- 1964 - Gianni Bugno, dirigente sportivo e ex ciclista su strada italiano
- 1964 - Loredana Capone, politica italiana
- 1964 - Suze DeMarchi, cantautrice australiana
- 1964 - Frédéric Delcourt, ex nuotatore francese
- 1964 - Gustavo Dezotti, dirigente sportivo e ex calciatore argentino
- 1964 - Zach Galligan, attore statunitense
- 1964 - Rostyn González, ex cestista venezuelano
- 1964 - John Gotti Jr., mafioso statunitense
- 1964 - Val Hoyle, politica statunitense
- 1964 - Linsey MacDonald, ex velocista britannica
- 1964 - Simone Mortier, triatleta tedesca
- 1964 - Tor Pedersen, ex calciatore norvegese
- 1964 - Valente Rodriguez, attore statunitense
- 1964 - Petr Samec, ex calciatore ceco
- 1964 - Rodolfo Torre Cantú, medico e politico messicano († 2010)
- 1964 - Ramón Vázquez García, ex calciatore spagnolo
- 1964 - Sigrid Wolf, ex sciatrice alpina austriaca
- 1965 - Paolo Benvegnù, cantautore e chitarrista italiano († 2024)
- 1965 - Peter Bonde, allenatore di calcio, ex calciatore e ex giocatore di calcio a 5 danese
- 1965 - Zinzan Brooke, ex rugbista a 15 neozelandese
- 1965 - Warren Ellis, musicista e compositore australiano
- 1965 - Antonio Guzzone, ex cestista italiano
- 1965 - Andreas Stahle, ex canoista tedesco
- 1966 - Ariel Beit Halahmy, allenatore di pallacanestro israeliano
- 1966 - Pieralberto Carrara, ex biatleta italiano
- 1966 - Gary Halpin, martellista e rugbista a 15 irlandese († 2021)
- 1966 - Valerios Leōnidīs, ex sollevatore sovietico
- 1966 - Monty McCutchen, arbitro di pallacanestro statunitense
- 1966 - Eszter Mátéfi, ex pallamanista ungherese
- 1966 - Petr Svoboda, ex hockeista su ghiaccio ceco
- 1966 - Jessica Yu, regista statunitense
- 1967 - Kelly AuCoin, attore statunitense
- 1967 - Elena Conti, biochimica italiana
- 1967 - Marc Dal Maso, ex rugbista a 15 e allenatore di rugby a 15 francese
- 1967 - Karen Dior, attrice, regista e scrittrice statunitense († 2004)
- 1967 - Rod Dreher, scrittore e critico cinematografico statunitense
- 1967 - Stelios Haji-Ioannou, imprenditore greco
- 1967 - Manuela Maleeva, ex tennista bulgara
- 1967 - Bernie Moreno, politico e imprenditore statunitense
- 1967 - Jon Ridgeon, ex ostacolista britannico
- 1967 - Mark Rutte, politico olandese
- 1967 - Ernest Tapai, ex calciatore e ex giocatore di calcio a 5 australiano
- 1967 - Alessandra Zambelli, ex pallavolista italiana
- 1968 - Göran Bergort, allenatore di calcio e ex calciatore svedese
- 1968 - Alicia Borrachero, attrice spagnola
- 1968 - Stefan Botev, ex sollevatore bulgaro
- 1968 - Antonius Franciskus Subianto Bunyamin, vescovo cattolico indonesiano
- 1968 - Diego Fortuna, ex discobolo italiano
- 1968 - Ľubomír Galko, politico slovacco
- 1968 - Raúl González Triana, allenatore di calcio cubano
- 1968 - Phill Lewis, attore statunitense
- 1968 - Scott McClellan, funzionario e scrittore statunitense
- 1968 - Bjarki Mohr, ex calciatore faroese
- 1968 - Donatella Poretti, politica italiana
- 1968 - Scott Sharp, pilota automobilistico statunitense
- 1968 - Alejandra de la Guerra, ex pallavolista peruviana
- 1969 - Olivier Allinéi, ex cestista francese
- 1969 - Adriana Behar, ex giocatrice di beach volley brasiliana
- 1969 - Stefano Di Battista, sassofonista italiano
- 1969 - Wilson Fernando Kuhn Minucci, ex cestista brasiliano
- 1969 - David Holmes, disc jockey, musicista e compositore britannico
- 1969 - Andoni Lakabeg, ex calciatore spagnolo
- 1969 - Elio Maran, giocatore di curling italiano
- 1969 - Marianna Morandi, attrice italiana
- 1969 - Tang Jiuhong, ex giocatrice di badminton cinese
- 1969 - Shana Zadrick, supermodella statunitense
- 1969 - Damir Čerkić, ex calciatore jugoslavo
- 1970 - Jason Beckford, allenatore di calcio e ex calciatore inglese
- 1970 - Simon Pegg, attore, comico e sceneggiatore britannico
- 1970 - Roberto Cavallo, agronomo e saggista italiano
- 1970 - Marco Di Lello, politico italiano
- 1970 - Xavier Girard, ex combinatista nordico francese
- 1970 - Giuseppe Guerini, ex ciclista su strada italiano
- 1970 - Müşfiq Hüseynov, ex calciatore azero
- 1970 - Guillaume Raoux, ex tennista francese
- 1970 - Heinrich Schmieder, attore tedesco († 2010)
- 1970 - Luca Tommassini, ballerino, coreografo e direttore artistico italiano
- 1970 - Elaine Youngs, ex giocatrice di beach volley statunitense
- 1971 - Jassim Al Tamimi, ex calciatore qatariota
- 1971 - Kris Aquino, attrice e conduttrice televisiva filippina
- 1971 - David Boals, ex modello statunitense
- 1971 - Thomas Buchmayer, ex tennista austriaco
- 1971 - Jorge Colina, ex giocatore di calcio a 5 uruguaiano
- 1971 - Michael Cutajar, ex calciatore maltese
- 1971 - Tommy Dreamer, wrestler statunitense
- 1971 - Du'aine Ladejo, ex velocista britannico
- 1971 - Gheorghe Mureșan, ex cestista rumeno
- 1971 - Roberto Pietrelli, ex pallavolista italiano
- 1971 - Angela Robinson, regista, sceneggiatrice e produttrice televisiva statunitense
- 1971 - Noriko Sakai, cantante e attrice giapponese
- 1971 - Masaki Tokudome, pilota motociclistico giapponese
- 1971 - Viscera, wrestler statunitense († 2014)
- 1971 - Lisa-Marie Vizaniari, ex discobola e pesista australiana
- 1972 - Drew Bledsoe, ex giocatore di football americano statunitense
- 1972 - Angie Craig, politica statunitense
- 1972 - Saša Ćurčić, ex calciatore serbo
- 1972 - Dahlia Grey, ex attrice pornografica statunitense
- 1972 - Andrée Jeglertz, allenatore di calcio e ex calciatore svedese
- 1972 - Jeru the Damaja, rapper statunitense
- 1972 - Valerio Mastandrea, attore e regista italiano
- 1972 - Najwa Nimri, attrice e cantante spagnola
- 1972 - Massimiliano Notari, allenatore di calcio e ex calciatore italiano
- 1972 - Fernando Picún, ex calciatore uruguaiano
- 1972 - Ville Räikkönen, ex biatleta finlandese
- 1972 - Miran Ravter, ex sciatore alpino sloveno
- 1972 - Rob Thomas, cantautore statunitense
- 1973 - David Aucagne, ex rugbista a 15 e allenatore di rugby a 15 francese
- 1973 - Annalisa Buffa, matematica italiana
- 1973 - Mustapha Chadili, ex calciatore marocchino
- 1973 - Jason Douglas, attore e doppiatore statunitense
- 1973 - Tyus Edney, ex cestista, allenatore di pallacanestro e dirigente sportivo statunitense
- 1973 - Deena Kastor, maratoneta e mezzofondista statunitense
- 1973 - Sebastián Keitel, velocista e politico cileno
- 1973 - Kim Hyun-soo, ex calciatore sudcoreano
- 1973 - Simon Kulli, vescovo cattolico albanese
- 1973 - Steve McNair, giocatore di football americano statunitense († 2009)
- 1973 - Panjabi MC, cantante, rapper e disc jockey britannico
- 1973 - Qin Yiyuan, ex giocatrice di badminton cinese
- 1973 - Yuka Satō, allenatrice di pattinaggio e ex pattinatrice artistica su ghiaccio giapponese
- 1973 - Michael Sucsy, regista, sceneggiatore e produttore cinematografico statunitense
- 1973 - Sergej Nikolaevič Tivjakov, scacchista olandese
- 1973 - Ariel Vromen, regista, sceneggiatore e produttore cinematografico israeliano
- 1973 - Viktor Zemcev, triatleta ucraino
- 1974 - Andrea Colombo, ex velocista italiano
- 1974 - Davide Diacci, ex cestista e allenatore di pallacanestro italiano
- 1974 - Pierfrancesco Fiorenza, produttore cinematografico, regista e sceneggiatore italiano
- 1974 - Filippa Giordano, cantante italiana
- 1974 - David Latasa, ex ciclista su strada spagnolo
- 1974 - Liao Fan, attore cinese
- 1974 - Philippe Léonard, ex calciatore belga
- 1974 - Viktor Paço, ex calciatore albanese
- 1974 - Matt Redman, cantante e musicista britannico
- 1974 - Óscar Redondo, allenatore di calcio a 5 e ex giocatore di calcio a 5 spagnolo
- 1974 - Gürkan Sermeter, ex calciatore svizzero
- 1974 - Oleksandr Symonenko, ex pistard ucraino
- 1974 - Roberto Turri, politico italiano
- 1974 - Valentina Vezzali, politica e ex schermitrice italiana
- 1975 - Hassen Bejaoui, ex calciatore tunisino
- 1975 - Claudia Blasberg, ex canottiera tedesca
- 1975 - Veronica Buffon, ex pallavolista italiana
- 1975 - Phil Charnock, ex calciatore inglese
- 1975 - Cala Cimenti, alpinista e scialpinista italiano († 2021)
- 1975 - Alan Ferrari, politico italiano
- 1975 - Leandro Fonseca, ex calciatore brasiliano
- 1975 - Mirka Francia, pallavolista cubana
- 1975 - Nika Gilauri, politico georgiano
- 1975 - Viktor Kozlov, ex hockeista su ghiaccio russo
- 1975 - Arnaldo Lomuti, politico italiano
- 1975 - Hiroko Suzuki, giornalista e politica giapponese
- 1975 - Scott Owen, contrabbassista australiano
- 1975 - Xie Hui, allenatore di calcio e ex calciatore cinese
- 1975 - Malik Zidi, attore francese
- 1975 - Marcos Antônio de Lima, ex calciatore brasiliano
- 1976 - Juan Luis Alonso Doral, allenatore di calcio a 5 spagnolo
- 1976 - Brendon Dedekind, ex nuotatore sudafricano
- 1976 - Frank Dehne, pallavolista tedesco
- 1976 - Liv Kristine, cantante norvegese
- 1976 - Milan Hejduk, ex hockeista su ghiaccio ceco
- 1976 - Erica Leerhsen, attrice statunitense
- 1976 - Moreno Longo, allenatore di calcio e ex calciatore italiano
- 1976 - David Parenzo, giornalista, conduttore radiofonico e conduttore televisivo italiano
- 1976 - Fabián Pumar, ex calciatore uruguaiano
- 1976 - Jens Arne Svartedal, ex fondista norvegese
- 1976 - Yuan Yuan Tan, ballerina cinese
- 1976 - Anthony Wright, ex giocatore di football americano statunitense
- 1977 - Fróði Benjaminsen, ex calciatore faroese
- 1977 - Itziar Castro, attrice spagnola († 2023)
- 1977 - Monica Di Fonzo, allenatrice di calcio e ex calciatrice svizzera
- 1977 - Fabé Dia, ex velocista francese
- 1977 - Cadel Evans, ex ciclista su strada e mountain biker australiano
- 1977 - Rico Hill, ex cestista statunitense
- 1977 - Jim Jefferies, comico, attore e sceneggiatore australiano
- 1977 - Michael Lohai, calciatore papuano
- 1977 - Angelo Paradiso, ex calciatore italiano
- 1977 - François Perrodo, imprenditore e pilota automobilistico francese
- 1977 - Darren Purse, ex calciatore inglese
- 1977 - Diana Romagnoli, schermitrice svizzera
- 1977 - Antonia Truppo, attrice italiana
- 1978 - Courtney Brown, ex giocatore di football americano statunitense
- 1978 - DJ Double S, disc jockey italiano
- 1978 - Aleksej Frosin, schermidore russo
- 1978 - Dwele, cantante statunitense
- 1978 - Nicolás Gianella, ex cestista argentino
- 1978 - Tiziano Granata, poliziotto italiano († 2018)
- 1978 - Ryan Griffiths, chitarrista australiano
- 1978 - Danai Gurira, attrice statunitense
- 1978 - Richard Hamilton, ex cestista statunitense
- 1978 - Giulia Iannotti, ex tiratrice a volo italiana
- 1978 - Lee Ho-eung, ex pattinatore di short track sudcoreano
- 1978 - David Montoya, ex calciatore colombiano
- 1978 - Nicolás Pavlovich, ex calciatore argentino
- 1978 - Francesco Pignata, ex giavellottista italiano
- 1978 - Rie Rasmussen, modella, attrice e regista danese
- 1978 - Darius Songaila, allenatore di pallacanestro e ex cestista lituano
- 1979 - Piero Alva, ex calciatore peruviano
- 1979 - Scott Borland, musicista statunitense
- 1979 - Alexánder Castro, ex calciatore costaricano
- 1979 - Cédric Fauré, allenatore di calcio e ex calciatore francese
- 1979 - Panuwat Janta, ex giocatore di calcio a 5 thailandese
- 1979 - Michael Jurack, ex judoka tedesco
- 1979 - Žora Kryžovnikov, regista, sceneggiatore e produttore cinematografico russo
- 1979 - Lan Lixin, ex mezzofondista cinese
- 1979 - Wesley Moodie, ex tennista sudafricano
- 1979 - Michèle Moser, giocatrice di curling svizzera
- 1979 - Yūichirō Nagai, ex calciatore giapponese
- 1979 - Pablo Pallante, ex calciatore uruguaiano
- 1979 - Jocelyn Quivrin, attore francese († 2009)
- 1979 - Patrick Ramsey, ex giocatore di football americano statunitense
- 1979 - Spider Loc, rapper e attore statunitense
- 1979 - Kumiko Yamada, ex cestista giapponese
- 1980 - Frédéric Belaubre, triatleta francese
- 1980 - William Boaventura, ex calciatore brasiliano
- 1980 - Emily Oster, economista e scrittrice statunitense
- 1980 - Henry Isaac, ex calciatore nigeriano
- 1980 - Volodymyr Lukašenko, schermidore ucraino
- 1980 - César Navas, ex calciatore spagnolo
- 1980 - Eduard Sacapaño, ex calciatore filippino
- 1980 - Nicholas Santos, nuotatore brasiliano
- 1980 - Nadja Umbricht Pieren, politica svizzera
- 1980 - Sayaka Yamaguchi, attrice giapponese
- 1981 - Patrick Bona, dirigente sportivo e ex hockeista su ghiaccio italiano
- 1981 - Matteo Brighi, ex calciatore italiano
- 1981 - Daniel Brückner, calciatore tedesco
- 1981 - Joe Cullen, ex hockeista su ghiaccio statunitense
- 1981 - Alessio Deli, scultore italiano
- 1981 - Luca Granato, regista e direttore della fotografia italiano
- 1981 - Ayako Hamada, wrestler giapponese
- 1981 - Patrick Heusinger, attore statunitense
- 1981 - Josef Jindřišek, calciatore ceco
- 1981 - Kara Lawson, ex cestista e allenatrice di pallacanestro statunitense
- 1981 - Matías Mantilla, ex calciatore argentino
- 1981 - Randy de Puniet, pilota motociclistico francese
- 1981 - Darroh Sudderth, cantante statunitense
- 1982 - Jorge Cazulo, ex calciatore uruguaiano
- 1982 - Francesco Faraldo, ex judoka italiano
- 1982 - Karim Fegrouch, ex calciatore marocchino
- 1982 - Robert Fultz, ex cestista italiano
- 1982 - Marián Gáborík, hockeista su ghiaccio slovacco
- 1982 - Carlos Infante, ex calciatore messicano
- 1982 - Andrei Jämsä, canottiere estone
- 1982 - Ákos Takács, ex calciatore ungherese
- 1982 - İbrahim Çelikkol, attore turco
- 1983 - Chiara Arcangeli, ex pallavolista italiana
- 1983 - Amir Azmy, allenatore di calcio e ex calciatore egiziano
- 1983 - Adil Baig, ex nuotatore pakistano
- 1983 - Sung Hoon, attore sudcoreano
- 1983 - Rocky Elsom, rugbista a 15 australiano
- 1983 - Sada Jacobson, schermitrice statunitense
- 1983 - Modou Jagne, ex calciatore gambiano
- 1983 - Nikola Kovačević, pallavolista serbo
- 1983 - Michele Lapenna, allenatore di pallanuoto e ex pallanuotista italiano
- 1983 - Julia Ling, attrice statunitense
- 1983 - The Night Skinny, produttore discografico e disc jockey italiano
- 1983 - Riccardo Olgiati, politico italiano
- 1983 - Manuel Poggiali, pilota motociclistico e giocatore di calcio a 5 sammarinese
- 1983 - Anthony Roberson, ex cestista statunitense
- 1983 - Marin Rozić, ex cestista croato
- 1983 - Bacary Sagna, ex calciatore francese
- 1983 - Riccardo Santolamazza, cestista italiano
- 1983 - José Luis Tancredi, allenatore di calcio e ex calciatore uruguaiano
- 1983 - Takayuki Tanii, marciatore giapponese
- 1984 - Abdulla Al-Berik, ex calciatore qatariota
- 1984 - Matt Barr, attore statunitense
- 1984 - Kanatbek Begaliev, lottatore kirghiso
- 1984 - Rémi Gomis, ex calciatore francese
- 1984 - Nikita Gorbunow, calciatore turkmeno
- 1984 - Stephanie Leonidas, attrice britannica
- 1984 - Serafín Martínez, ex ciclista su strada spagnolo
- 1984 - Edelfa Chiara Masciotta, showgirl, attrice e ex modella italiana
- 1984 - Bernice Mosby, cestista statunitense
- 1984 - Hamed Namouchi, ex calciatore tunisino
- 1984 - John Prats, attore, conduttore televisivo e ballerino filippino
- 1984 - Norio Suzuki, ex calciatore giapponese
- 1984 - Tim Veldt, ex pistard olandese
- 1985 - Karima Adebibe, modella e attrice britannica
- 1985 - Charles, ex calciatore brasiliano
- 1985 - Tyler Clippard, ex giocatore di baseball statunitense
- 1985 - Emmerik De Vriese, calciatore belga
- 1985 - Jurema Ferraz, modella angolana
- 1985 - Christoph Janker, ex calciatore tedesco
- 1985 - Jake Lacy, attore statunitense
- 1985 - Anders Lund, ex ciclista su strada danese
- 1985 - Adolfo Machado, ex calciatore panamense
- 1985 - Francesca Mariani, ex cestista italiana
- 1985 - Maycon Vieira de Freitas, ex calciatore brasiliano
- 1985 - Havana Brown, disc jockey, produttrice discografica e cantante australiana
- 1985 - Marcos Mondaini, ex calciatore argentino
- 1985 - Natal'ja Rudakova, attrice russa
- 1985 - Sergej Samodin, ex calciatore russo
- 1985 - Philippe Senderos, dirigente sportivo e ex calciatore svizzero
- 1985 - Aleksandr Volkov, pallavolista russo
- 1985 - Julian Weinberger, arbitro di calcio austriaco
- 1986 - Djamel Abdoun, ex calciatore francese
- 1986 - Michael Ammermüller, pilota automobilistico tedesco
- 1986 - Jan Bakelants, ex ciclista su strada belga
- 1986 - Karim Bali, giocatore di calcio a 5 belga
- 1986 - Diego Cháves, ex calciatore uruguaiano
- 1986 - Michael Færk Christensen, ex pistard danese
- 1986 - Daniel Conn, rugbista a 13 e modello australiano
- 1986 - Moacir Costa da Silva, calciatore brasiliano
- 1986 - Marina Cvetanović, pallavolista slovena
- 1986 - Roberto Ganz, ex hockeista su ghiaccio italiano
- 1986 - Gao Lin, calciatore cinese
- 1986 - Vedran Gerć, ex calciatore croato
- 1986 - Kang Min-soo, ex calciatore sudcoreano
- 1986 - Markus Karl, calciatore tedesco
- 1986 - Johannes Ludwig, slittinista tedesco
- 1986 - Juliano Mineiro, ex calciatore brasiliano
- 1986 - Rich Ohrnberger, giocatore di football americano statunitense
- 1986 - Pará, calciatore brasiliano
- 1986 - David Rodríguez Sánchez, calciatore spagnolo
- 1986 - Josh Shipp, ex cestista statunitense
- 1986 - Tiffany Thornton, cantante, doppiatrice e attrice statunitense
- 1986 - Aschwin Wildeboer, ex nuotatore spagnolo
- 1987 - Muriel Gustavo Becker, calciatore brasiliano
- 1987 - Edinson Cavani, calciatore uruguaiano
- 1987 - José Cubero, calciatore costaricano
- 1987 - Scott Dann, calciatore inglese
- 1987 - Pablo Herrera Barrantes, calciatore costaricano
- 1987 - Ben Kennedy, ex calciatore australiano
- 1987 - Roman Kireev, ex ciclista su strada kazako
- 1987 - Seán O'Brien, ex rugbista a 15 irlandese
- 1987 - Toni Pezo, ex calciatore croato
- 1987 - Joe Pichler, attore statunitense († 2006)
- 1987 - Jordan Remacle, ex calciatore belga
- 1987 - Alfonso Sánchez Delgado, ex cestista spagnolo
- 1987 - Julija Savičeva, cantante russa
- 1987 - Fabian Schönheim, ex calciatore tedesco
- 1987 - Lee Selby, pugile gallese
- 1987 - Son Seong-cheol, tuffatore sudcoreano
- 1987 - Steven Thicot, ex calciatore francese
- 1987 - Gaetano Troina, politico sammarinese
- 1987 - Justina Valentine, rapper e conduttrice televisiva statunitense
- 1987 - David Wheater, ex calciatore inglese
- 1987 - Candice Wiggins, ex cestista statunitense
- 1988 - Alena Abramčuk, pesista e discobola bielorussa
- 1988 - Michel Acosta, calciatore uruguaiano
- 1988 - Olga Álava, modella ecuadoriana
- 1988 - Blandine Dancette, ex pallamanista francese
- 1988 - Ángel Di María, calciatore argentino
- 1988 - Andris Džeriņš, hockeista su ghiaccio lettone
- 1988 - Ruwen Filus, tennistavolista tedesco
- 1988 - Marc-Frédéric Habran, calciatore francese
- 1988 - Jamie Jones, giocatore di snooker gallese
- 1988 - Evgenij Korolëv, ex tennista kazako
- 1988 - Siim Liivik, hockeista su ghiaccio finlandese
- 1988 - Alexandra Mueller, tennista statunitense
- 1988 - Javier Patiño, ex calciatore spagnolo
- 1988 - Agim Shabani, calciatore norvegese
- 1988 - Mio Shirai, ex wrestler giapponese
- 1988 - Muamer Svraka, ex calciatore bosniaco
- 1988 - Jiří Valenta, calciatore ceco
- 1988 - Hassan Wasswa, ex calciatore ugandese
- 1988 - Fernando Zampedri, calciatore argentino
- 1989 - Loïc Abenzoar, ex calciatore francese
- 1989 - Bobirjon Akbarov, calciatore uzbeko
- 1989 - Angela Bubba, scrittrice e giornalista italiana
- 1989 - Stephanie Bunte, ex calciatrice tedesca
- 1989 - Néstor Calderón, ex calciatore messicano
- 1989 - Callan Chythlook-Sifsof, ex snowboarder statunitense
- 1989 - Priscilla Frederick, altista antiguo-barbudana
- 1989 - Mario González López, ex cestista paraguaiano
- 1989 - Ramiro Herrera, rugbista a 15 argentino
- 1989 - Even Hovland, calciatore norvegese
- 1989 - Aljaksandr Karnicki, calciatore bielorusso
- 1989 - Štěpán Koreš, calciatore ceco
- 1989 - Paul Lee, cestista filippino
- 1989 - Adam Matuszczyk, calciatore polacco
- 1989 - B.J. Mullens, cestista statunitense
- 1989 - Matt Owens, sceneggiatore e produttore cinematografico statunitense
- 1989 - Ariel Robinson, ex cestista statunitense
- 1989 - Andrea Rossi, pallavolista italiano
- 1989 - Killa Fonic, rapper e cantante rumeno
- 1989 - Sten Sokk, cestista estone
- 1989 - Jurij Tepeš, saltatore con gli sci sloveno
- 1989 - Kristian Thomas, ginnasta britannico
- 1989 - Deonte Thompson, ex giocatore di football americano statunitense
- 1989 - Konrad Warzycha, ex calciatore polacco
- 1990 - Mads Albæk, calciatore danese
- 1990 - Chris Babb, cestista statunitense
- 1990 - Jasmine Bailey, cestista statunitense
- 1990 - Sascha Benecken, ex slittinista tedesco
- 1990 - Kjetil Borch, canottiere norvegese
- 1990 - J'Covan Brown, cestista statunitense
- 1990 - Bruno Paulo, calciatore brasiliano
- 1990 - Andrea Caldarelli, pilota automobilistico italiano
- 1990 - Brett Dier, attore canadese
- 1990 - Adama Diomandé, calciatore norvegese
- 1990 - Alshon Jeffery, giocatore di football americano statunitense
- 1990 - Lucca Borges de Brito, calciatore brasiliano
- 1990 - Dino Murić, cestista sloveno
- 1990 - Gianluca Nijholt, ex calciatore olandese
- 1990 - Femme Schmidt, cantautrice tedesca
- 1990 - Deeksha Seth, attrice e modella indiana
- 1990 - Alex Waller, rugbista a 15 inglese
- 1990 - Jake Weary, attore e musicista statunitense
- 1990 - Sefa Yılmaz, calciatore tedesco
- 1991 - Kelsey Barlow, cestista statunitense
- 1991 - Orlando Berrío, calciatore colombiano
- 1991 - Joshua Díaz, ex calciatore costaricano
- 1991 - Karol G, cantautrice colombiana
- 1991 - Andrius Gudžius, discobolo lituano
- 1991 - Anna Kiesenhofer, ciclista su strada austriaca
- 1991 - Saulius Kulvietis, cestista lituano
- 1991 - Dillon Powers, calciatore statunitense
- 1991 - Karl Sheppard, ex calciatore irlandese
- 1991 - Guillaume Van Keirsbulck, ex ciclista su strada belga
- 1991 - Josh Wells, giocatore di football americano statunitense
- 1991 - J.J. Wilcox, giocatore di football americano statunitense
- 1991 - Michaela Čulová, ex calciatrice ceca
- 1992 - Kenny Anderson, ex calciatore scozzese
- 1992 - Özge Bayrak, giocatrice di badminton turca
- 1992 - Andrea Blas, pallanuotista spagnola
- 1992 - Pink Sweats, cantautore e produttore discografico statunitense
- 1992 - Fernanda Brito, tennista cilena
- 1992 - David Bruno, calciatore portoghese
- 1992 - Alberto Contrera, calciatore paraguaiano
- 1992 - Elley Duhé, cantautrice statunitense
- 1992 - Christian Eriksen, calciatore danese
- 1992 - Elisa Galbiati, calciatrice italiana
- 1992 - Gul'naz Gubajdullina, pentatleta russa
- 1992 - Hilmar Árni Halldórsson, ex calciatore islandese
- 1992 - Freddie Highmore, attore britannico
- 1992 - Valerij Iordan, giavellottista russo
- 1992 - Hugo Konongo, ex calciatore francese
- 1992 - Ricardo Lucarelli, pallavolista brasiliano
- 1992 - Iheb Mbarki, ex calciatore tunisino
- 1992 - Petr Mrázek, hockeista su ghiaccio ceco
- 1992 - Agonit Sallaj, ex calciatore albanese
- 1992 - Alphonce Simbu, maratoneta tanzaniano
- 1992 - Valentinos Vlachos, calciatore greco
- 1993 - Nicolás Castillo, calciatore cileno
- 1993 - Jadeveon Clowney, giocatore di football americano statunitense
- 1993 - Deng Wei, sollevatrice cinese
- 1993 - Andrej Egoryčev, calciatore russo
- 1993 - Martín Galván, calciatore messicano
- 1993 - Hessa bint Hamad Al Khalifa, nobildonna bahreinita
- 1993 - Shane Harper, attore, cantante e ballerino statunitense
- 1993 - Zaid Hearst, cestista statunitense
- 1993 - Focus Jeerakul, attrice thailandese
- 1993 - Vjačeslav Krotov, calciatore russo
- 1993 - Dar'ja Namok, cestista russa
- 1993 - Jefferson Orejuela, calciatore ecuadoriano
- 1993 - Nick Pivetta, giocatore di baseball canadese
- 1993 - Michael Pérez, calciatore messicano
- 1993 - Nathan Ralph, calciatore inglese
- 1993 - Alberto Rosende, attore statunitense
- 1993 - Vicky Savard, pallavolista canadese
- 1993 - Richard Strebinger, calciatore austriaco
- 1993 - Jorge Sánchez, calciatore messicano
- 1994 - Kristian Blummenfelt, triatleta norvegese
- 1994 - Paul Butcher, attore statunitense
- 1994 - Shaheed Davis, cestista statunitense
- 1994 - Veronica Fanciulli, velista italiana
- 1994 - David García Zubiria, calciatore spagnolo
- 1994 - Allie Grant, attrice statunitense
- 1994 - Becky Hill, cantautrice britannica
- 1994 - Róbson Januário de Paula, calciatore brasiliano
- 1994 - Terence Kongolo, calciatore olandese
- 1994 - Šimon Krajčovič, cestista slovacco
- 1994 - Kristian Lindberg, calciatore danese
- 1994 - Lucas Morales, calciatore uruguaiano
- 1994 - Srinath Narayanan, scacchista indiano
- 1994 - Marco Perrotta, calciatore italiano
- 1994 - Rodney Purvis, cestista statunitense
- 1994 - Lucio Redivo, cestista argentino
- 1994 - Mirko Salvi, calciatore svizzero
- 1994 - Max Zimmermann, giocatore di football americano tedesco
- 1994 - Julian von Haacke, calciatore tedesco
- 1995 - CJ Allen, ostacolista statunitense
- 1995 - Jonathan Betancourt, calciatore ecuadoriano
- 1995 - Charlotte Bonnet, nuotatrice francese
- 1995 - Matt Champion, rapper e cantante statunitense
- 1995 - Michaela Dygruber, ex sciatrice alpina austriaca
- 1995 - Diego Fagúndez, calciatore uruguaiano
- 1995 - Lukas Gugganig, calciatore austriaco
- 1995 - Christian Hackenberg, ex giocatore di football americano statunitense
- 1995 - Reda Jaadi, calciatore belga
- 1995 - Sergej Karetnik, calciatore russo
- 1995 - Kalash Criminel, rapper della Repubblica Democratica del Congo
- 1995 - Mihailo Milutinović, ex calciatore serbo
- 1995 - Yohan Rossel, pilota di rally francese
- 1995 - Sam Singer, ex cestista statunitense
- 1995 - Quentin Snider, cestista statunitense
- 1995 - Matías Toma, ex calciatore uruguaiano
- 1995 - Nikita Tregubov, skeletonista russo
- 1995 - Sōtīrīs Tsiloulīs, calciatore greco
- 1996 - Michaela Annette, attrice statunitense
- 1996 - Cyril Barthe, ciclista su strada francese
- 1996 - Aleksandr Dovbnja, ex calciatore russo
- 1996 - Nikolaj Ehlers, hockeista su ghiaccio danese
- 1996 - Bethany Firth, nuotatrice nordirlandese
- 1996 - Manuel Guanini, calciatore argentino
- 1996 - Lucas Hernández, calciatore francese
- 1996 - Andrés Ibargüen Andrews, cestista colombiano
- 1996 - Viktor Kovalenko, calciatore ucraino
- 1996 - Erik Lindell, calciatore svedese
- 1996 - Les Maruo, giocatore di football americano giapponese
- 1996 - Roni Remme, ex sciatrice alpina canadese
- 1996 - Jari Vandeputte, calciatore belga
- 1996 - Wang Yubo, goista cinese
- 1996 - Shon Weissman, calciatore israeliano
- 1997 - Arman Adamjan, judoka russo
- 1997 - Tyler Bass, giocatore di football americano statunitense
- 1997 - Kennedy Burke, cestista statunitense
- 1997 - Regan Charles-Cook, calciatore grenadino
- 1997 - Josiah Deguara, giocatore di football americano statunitense
- 1997 - Elena Dolmen, ex sciatrice alpina italiana
- 1997 - Jeremy Ebobisse, calciatore statunitense
- 1997 - Breel Embolo, calciatore camerunese
- 1997 - Valentin Gheorghe, calciatore rumeno
- 1997 - Amir Hinton, cestista statunitense
- 1997 - Madison Iseman, attrice statunitense
- 1997 - Jaehyun, cantante e attore sudcoreano
- 1997 - Eugene Omoruyi, cestista nigeriano
- 1997 - Bente Paulis, canottiera olandese
- 1997 - Gonçalo Pinto, hockeista su pista portoghese
- 1997 - Kike Pérez, calciatore spagnolo
- 1997 - Wilmarie Rivera, pallavolista portoricana
- 1997 - Joseph Truman, pistard britannico
- 1997 - Oli Udoh, giocatore di football americano statunitense
- 1997 - Manu Vallejo, calciatore spagnolo
- 1998 - Jonathan Aberdein, pilota automobilistico sudafricano
- 1998 - Ammar Al-Rushaidi, calciatore omanita
- 1998 - Meshaal Barsham, calciatore qatariota
- 1998 - Sander Berge, calciatore norvegese
- 1998 - Ilson Cedric Borges de Acácio Lima, calciatore brasiliano
- 1998 - Nicolò Casale, calciatore italiano
- 1998 - Aiden Curtiss, modella britannica
- 1998 - Amar Gegić, cestista bosniaco
- 1998 - Adrián Iglesias, pallavolista portoricano
- 1998 - Shunsuke Imamura, pistard e ciclista su strada giapponese
- 1998 - Giannīs Kiakos, calciatore greco
- 1998 - Taylor Knibb, triatleta e ciclista su strada statunitense
- 1998 - Dar'ja Kuril'čuk, cestista russa
- 1998 - Shinji Nakano, pistard giapponese
- 1998 - Tetjana Rižko, lottatrice ucraina
- 1998 - Spencer Smith, ex sciatore alpino statunitense
- 1998 - Tej Tamang, calciatore nepalese
- 1998 - Isaac Twum, calciatore ghanese
- 1998 - Mack Wilson, giocatore di football americano statunitense
- 1999 - Tyler Adams, calciatore statunitense
- 1999 - Viktor Kornijenko, calciatore ucraino
- 1999 - Andrian Kraev, calciatore bulgaro
- 1999 - Vladyslav Kučeruk, calciatore ucraino
- 1999 - Myziane Maolida, calciatore francese
- 1999 - Iván Martín, calciatore spagnolo
- 1999 - Agustín Morales, calciatore argentino
- 1999 - Antoine Raugel, ciclista su strada e ciclocrossista francese
- 1999 - Muhammedjan Seısen, calciatore kazako
- 1999 - Marcus Smith, rugbista a 15 inglese
- 1999 - Ariel Uribe, calciatore cileno
- 1999 - Carlos Alonso Vargas, calciatore messicano
- 2000 - Blake Blossom, attrice pornografica statunitense
- 2000 - Zhang Changhong, tiratore a segno cinese
- 2000 - Edoardo De Rosa, ginnasta italiano
- 2000 - Håkon Evjen, calciatore norvegese
- 2000 - Sara Junevik, nuotatrice svedese
- 2000 - Nadine Kapfer, ex sciatrice alpina tedesca
- 2000 - Andrea Koevska, cantante macedone
- 2000 - Léo Leroy, calciatore francese
- 2000 - Matteo Lovato, calciatore italiano
- 2000 - Toby Miller, snowboarder statunitense
- 2000 - Ondřej Pachlopník, calciatore ceco
- 2000 - Sofia Samavati, tennista danese
- 2000 - Tyreke Smith, giocatore di football americano statunitense
- 2000 - Elizabet Tursynbaeva, pattinatrice artistica su ghiaccio kazaka

## XXI secolo(39)
- 2001 - Matej Franko, calciatore slovacco
- 2001 - Giorgi Gocholeishvili, calciatore georgiano
- 2001 - Oded Kogut, ciclista su strada israeliano
- 2001 - Facundo Lencioni, calciatore argentino
- 2001 - Evgenij Morozov, calciatore russo
- 2001 - Karlo Perić, calciatore croato
- 2001 - Isma Ruiz, calciatore spagnolo
- 2001 - Álvaro Sanz, calciatore spagnolo
- 2001 - Jaden Shackelford, cestista statunitense
- 2001 - Rodrigo Villagra, calciatore argentino
- 2001 - Ibrohimxalil Yo'ldoshev, calciatore uzbeko
- 2002 - Viktor Aleksandrov, calciatore russo
- 2002 - Yassin Belkhdim, calciatore marocchino
- 2002 - Luciano Darderi, tennista italiano
- 2002 - Vladislav Jakovlev, calciatore russo
- 2002 - Guilherme Lopes de Almeida, calciatore brasiliano
- 2002 - Caroline Marks, surfista statunitense
- 2002 - Paulo Eduardo, calciatore brasiliano
- 2002 - Juan Sforza, calciatore argentino
- 2002 - Jaxon Smith-Njigba, giocatore di football americano statunitense
- 2002 - Bhayshul Tuten, giocatore di football americano statunitense
- 2002 - Nick Woltemade, calciatore tedesco
- 2003 - Il'ja Borodin, nuotatore russo
- 2003 - Purity Chepkirui, mezzofondista keniota
- 2003 - Mary Fowler, calciatrice australiana
- 2003 - Serdar Saatçı, calciatore turco
- 2003 - Pedro Carvalho, calciatore portoghese
- 2004 - Eduardo Agüero, calciatore uruguaiano
- 2004 - Liam Chipperfield, calciatore svizzero
- 2005 - Jaden Eikermann, tuffatore tedesco
- 2005 - Valentim Sousa, calciatore portoghese
- 2005 - Sergio Palacios, calciatore colombiano
- 2005 - Ella Seidel, tennista tedesca
- 2006 - Keny Arroyo, calciatore ecuadoriano
- 2006 - Josh Pierson, pilota automobilistico statunitense
- 2006 - Elle Santana, nuotatrice artistica statunitense
- 2006 - Matteo Togni, ostacolista italiano
- 2007 - Charlotte Grandinger, sciatrice alpina tedesca
- 2008 - Estella Karamanidou, nuotatrice artistica greca

## Senza anno specificato(1)
- Edmund Lawrence, politico nevisiano